# Metacatharsius seminulum
Metacatharsius seminulum là một loài bọ cánh cứng trong họ Bọ hung (Scarabaeidae).